# Salomón Nazar
José Salomón Nazar Ordóñez (Tegucigalpa, Francisco Morazán, Honduras, 7 de agosto de 1952) es un exfutbolista, entrenador, médico, catedrático universitario y directivo de fútbol hondureño. Actualmente dirige a los Lobos UPNFM de la Liga Nacional de Honduras.

## Selección nacional
Ha sido internacional con la Selección de fútbol de Honduras, con la que fue convocado a la Copa Mundial de Fútbol de 1982 en España.

### Participaciones en Copas del Mundo
| Mundial              | Sede   | Resultado      |
| -------------------- | ------ | -------------- |
| Copa Mundial de 1982 | España | Fase de grupos |

## Clubes

### Como jugador
| Club           | País     | Año         |
| -------------- | -------- | ----------- |
| C. Universidad | Honduras | 1972 - 1979 |
| C. D. Olimpia  | Honduras | 1979 - 1980 |
| F. C. Motagua  | Honduras | 1980 - 1981 |
| C. Universidad | Honduras | 1981 - 1984 |

### Como entrenador
| Club              | País     | Año         |
| ----------------- | -------- | ----------- |
| C. D. Lobos UPNFM | Honduras | 2010 - 2012 |
| C. D. Lobos UPNFM | Honduras | 2017 - 2021 |
| C. D. Victoria    | Honduras | 2021 - 2022 |
| C. D. Marathón    | Honduras | 2023        |
| C. D. Victoria    | Honduras | 2023 - 2024 |
| C. D. Lobos UPNFM | Honduras | 2025 - Act. |

## Estadísticas como entrenador
- Actualizado al último partido dirigido el 9 de diciembre de 2023.

| C. D. Lobos UPNFM Honduras | Apertura 2017         | 20  | 7  | 4  | 9  | 24  | 32  | -8  | 41.67% |
| C. D. Lobos UPNFM Honduras | Clausura 2018         | 18  | 5  | 3  | 10 | 18  | 27  | -9  | 33.33% |
| C. D. Lobos UPNFM Honduras | Apertura 2018         | 20  | 9  | 4  | 7  | 26  | 22  | +4  | 51.67% |
| C. D. Lobos UPNFM Honduras | Clausura 2019         | 22  | 8  | 9  | 5  | 29  | 25  | +4  | 50%    |
| C. D. Lobos UPNFM Honduras | Apertura 2019         | 22  | 8  | 6  | 7  | 29  | 32  | -3  | 45.45% |
| C. D. Lobos UPNFM Honduras | Clausura 2020         | 13  | 1  | 7  | 5  | 8   | 18  | -10 | 25.64% |
| C. D. Lobos UPNFM Honduras | Apertura 2020         | 16  | 4  | 6  | 6  | 22  | 28  | -8  | 37.5%  |
| C. D. Lobos UPNFM Honduras | Clausura 2021         | 16  | 6  | 4  | 6  | 23  | 25  | -2  | 45.83% |
| Total                      | Total                 | 147 | 48 | 43 | 55 | 179 | 209 | -30 | 42.4%  |
| C. D. Victoria Honduras    | Apertura 2021         | 12  | 4  | 1  | 7  | 9   | 21  | -12 | 36.11% |
| C. D. Victoria Honduras    | Clausura 2022         | 20  | 10 | 3  | 7  | 33  | 24  | +9  | 58.33% |
| C. D. Victoria Honduras    | Apertura 2022         | 9   | 5  | 3  | 1  | 15  | 9   | +6  | 66.67% |
| Total                      | Total                 | 41  | 19 | 7  | 15 | 57  | 54  | +3  | 52.03% |
| C. D. Marathón Honduras    | Clausura 2023         | 22  | 8  | 10 | 4  | 22  | 19  | +3  | 51.52% |
| C. D. Marathón Honduras    | Apertura 2023         | 20  | 10 | 3  | 7  | 26  | 25  | +1  | 55%    |
| Total                      | Total                 | 42  | 18 | 13 | 11 | 48  | 44  | +4  | 53.17% |
| Total como entrenador      | Total como entrenador | 230 | 85 | 63 | 81 | 284 | 307 | -23 | 46.09% |
| Fuente                     |                       |     |    |    |    |     |     |     |        |

1,037.26%25

## Palmarés

### Como jugador
| Título           | Club                  | País     | Año  |
| ---------------- | --------------------- | -------- | ---- |
| Copa de Concacaf | Selección de Honduras | Honduras | 1981 |

### Como entrenador
| Título             | Club              | País     | Año  |
| ------------------ | ----------------- | -------- | ---- |
| Clausura (Ascenso) | C. D. Lobos UPNFM | Honduras | 2017 |
| Final de Ascenso   | C. D. Lobos UPNFM | Honduras | 2017 |